# ۱۷ مرداد
۱۷ مرداد/اسد صد و چهل و یکمین روز سال در گاه‌شماری خورشیدی است. به پایان سال ۲۲۴ روز (۲۲۵ روز در سال کبیسه) باقی‌است.

## مناسبت‌ها
- جشن نوروز ما (اولین روز سال دیلمی)
- جشن مِی‌خواره
- روز خبرنگار در ایران

## رویدادها
- ۱۳۷۷. کشتار مزار شریف: طالبان مزار شریف را تصرف کردند و مردم آنجا را به‌ویژه هزاره‌ها قتل‌عام کردند.
- ۱۲۹۸ - امضا شدن قرارداد ۱۹۱۹ بین ایران و امپراتوری بریتانیا
- ۱۳۸۷ - سیل ۱۳۸۷ ماکو آذربایجان غربی

## زادروزها
- ۱۳۳۶ - اسماعیل قاآنی، سومین فرمانده نیروی قدس سپاه پاسداران انقلاب اسلامی
- ۱۳۴۹ - نگار استخر، طراح صحنه و لباس، عروسک‌گردان و بازیگر[۱]
- ۱۳۵۰ - شراره رخام، بازیگر
- ۱۳۵۱ - سعید کریمیان، مدیر جم تی‌وی
- ۱۳۶۰ - نیما شاهرخ‌شاهی، بازیگر
- ۱۳۶۶ - مینا وحید، بازیگر
- ۱۳۷۳ - رضا اطری، کشتی‌گیر
- ۱۳۷۹ - سینا نادری، از کشته شدگان خیزش ۱۴۰۱ ایران

## درگذشت‌ها
- ۱۳۵۴ - فریدون رهنما، شاعر
- ۱۳۵۴ - سیدمحمدهادی میلانی، مرجع تقلید شیعه
- ۱۳۵۹ - آرمان هوسپیان، بازیگر و کارگردان فیلم
- ۱۳۷۱ - سید ابوالقاسم خویی، مرجع تقلید
- ۱۳۷۷ - محمود صارمی، خبرنگار
- ۱۳۷۸ - غلامعلی رعدی آذرخشی، نویسنده
- ۱۴۰۰ - محمدرضا مدحی، سیاستمدار
- ۱۴۰۴ - علی‌اصغر باغانی، نماینده ادوار مجلس